# Damien Aribert
Damien Aribert, né le 20 juin 1981 à Bagnols-sur-Cèze, est un guitariste classique et compositeur français.

## Biographie
Damien Aribert a commencé la guitare classique à l'âge de 7 ans avec Evelyne Lacheret puis Brigitte Repiton,. En 2000, il poursuit ses études à l'École Nationale de Musique et de Danse (ENMD) de Romans-sur-Isère dans la classe de Gilles Gogniat, où il obtient le Diplôme d'Études Musicales (DEM). Il se perfectionne de 2004 à 2006 auprès d'Emmanuel Rossfelder (Victoires de la musique classique 2004, héritier de la technique d'Alexandre Lagoya) et entre au CeFEDeM-sud où il obtient le Diplôme d'État de guitare en 2008.
Damien Aribert a des goûts très éclectiques : il a composé entre autres une suite pour 4 violoncelles (Suite Apocalyptique) dédiée au célèbre groupe de métal Finlandais Apocalyptica, une valse romantico-jazz La Rossfelda dédiée à Emmanuel Rossfelder, a repris le titre The being between pour guitare préparée de Badi Assad et Jeff Young, jusqu'à développer une technique de jeu inspirée par les bassistes, qu’il a appelée Percuslap (combinaison simultanée de slap et de percussions). 
Il se produit dans de nombreux festivals nationaux : Festival C'est pas classique de Nice, Festival Des Vents de Morières Les Avignon, Musiques à Pontorson, Guitares du Cotentin, Randobaie du Mont St Michel...
En 2014 il enregistre son CD Destinations au studio La Buissonne, salué par la critique.                                                              
En 2017, il remporte le 1er Prix du Concours International InterArtia, dans la catégorie guitare classique pour l'ensemble de son travail, le 1er Prix du concours International Grec de composition Kithara avec sa bossa-nova Nin-Nin qui a été publiée la même année dans le magazine Américain Classical guitar, et a été élu Artist of the year 2017 en guitare classique et en composition musicale, par l'International Art Society, dans le cadre du 35e Festival International de guitare de Volos en Grèce. Toutes ces récompenses lui permettent de devenir membre honoraire de l'International Art Academy.
En 2018, il remporte pour la 2e fois consécutive le 1er Prix du concours de composition International Grec Kithara avec une nouvelle bossa-nova Chouttis. Il devient par la suite "Partenaire officiel" et "Membre Honoraire Fondateur" du World Guitar Day, projet International créé en 2021 par Yorgos Foudoulis avec le soutien de l'UNESCO.
En 2022, il écrit l'Hymne Fly Me to Volos,,,, dédié au Volos World Guitar Orchestra ainsi qu'à Yorgos Foudoulis (en) qui le dirige. Il reçoit la distinction de Membre Honoraire exceptionnel et distingué du Volos World Guitar Orchestra en reconnaissance, puis est nommé Ambassadeur du "World Guitar Day" en France. La même année, il est également finaliste du concours International Espagnol de composition Fidelio avec Eclipse à Rio en terminant à la 7e place sur 88 compositions participantes.
En 2024, il remporte le "Platinum Prize" avec son oeuvre "Welcome to Tabiasland" dans la catégorie composition personnelle du concours International Anglais "World Exceptional Musicians Competition".
Damien Aribert enseigne la guitare classique à l’École des Arts d'Avranches-Mont Saint Michel en Basse-Normandie, et joue sur les guitares de concert Damien Aribert signature du luthier vauclusien Renaud Galabert.

## Discographie
- CD Destinations, enregistré en 2014 au Studio La Buissonne.

## Récompenses
- 2017 :
  - 1er Prix du concours international InterArtia dans la catégorie Guitare classique[10].
  - 1er Prix du concours international Grec de composition Kithara avec sa bossa-nova Nin-Nin.
  - Artist of the year 2017  en guitare classique et en composition musicale, par l'International Art Society, dans le cadre du 35e Festival International de guitare de Volos en Grèce[10],[21],[22].
- 2018 :
  - 1er prix du concours International Grec de composition Kithara avec Chouttis[23],[24].
- 2022 : 
  - Finaliste du concours International Espagnol de composition Fidelio avec Eclipse à Rio.
- 2023 : 
  - Finaliste du concours International Espagnol de composition Fidelio pour la 2ème fois consécutive avec Orient Express.
- 2024 : 
  - "Platinum Prize" du concours International Anglais World Exceptional musicians dans la catégorie composition personnelle avec Welcome to Tabiasland.

## Distinctions
- Membre honoraire de l'International Art Academy[25].
- Membre honoraire fondateur et partenaire officiel du World Guitar Day.
- Membre Honoraire exceptionnel et distingué du Volos World Guitar Orchestra.
- Ambassadeur du World Guitar Day en France.

## Compositions

### Pour guitare solo
- Can U feel the groove?
- La Rossfelda
- Eclipse à Rio
- Nin-Nin[9]
- Chouttis[23]
- Hypnotic
- Welcome to Tabiasland
- Tite-Rine
- Comme un clin d'œil
- Fly me to Volos

### Pour 2 guitares
- Hommage à Dream Theater: Figures de style

### Pour orchestre ou ensemble de guitares
- Nin-Nin
- Chouttis
- Fly me to Volos[13]

### Pour 4 violoncelles
- Hommage à Apocalyptica: Suite Apocalyptique